# بنگ‌آباد
بنگ‌آباد روستایی واقع در دهستان باقران از توابع بخش مرکزی شهرستان بیرجند در خراسان جنوبی ایران است. براساس سرشماری مرکز آمار ایران در سال ۱۳۹۰، این روستا خالی از سکنه بوده‌است.
بقایای ساختمان ها و خانه های این روستا در سال ۹۶ توسط شهرداری و نیروی انتظامی تخریب شد تا از تجمع معتادان برای مصرف مواد مخدر در آنجا جلوگیری شود